# Hammondorgel
Hammondorgel är ett elektromekaniskt instrument skapat av Laurens Hammond och John M. Hanert som började tillverkas 1935. Fram till 1985 tillverkades över två miljoner hammondorglar med den elektromekaniska teknologin med tonhjul. Efter detta har många instrument tillverkats där det ursprungliga hammondljudet istället skapas med hjälp av elektroniska kretsar.

## Beskrivning

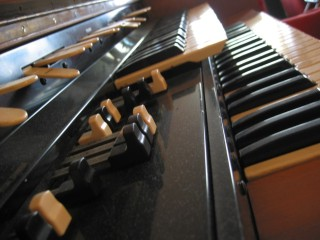
Hammond L100

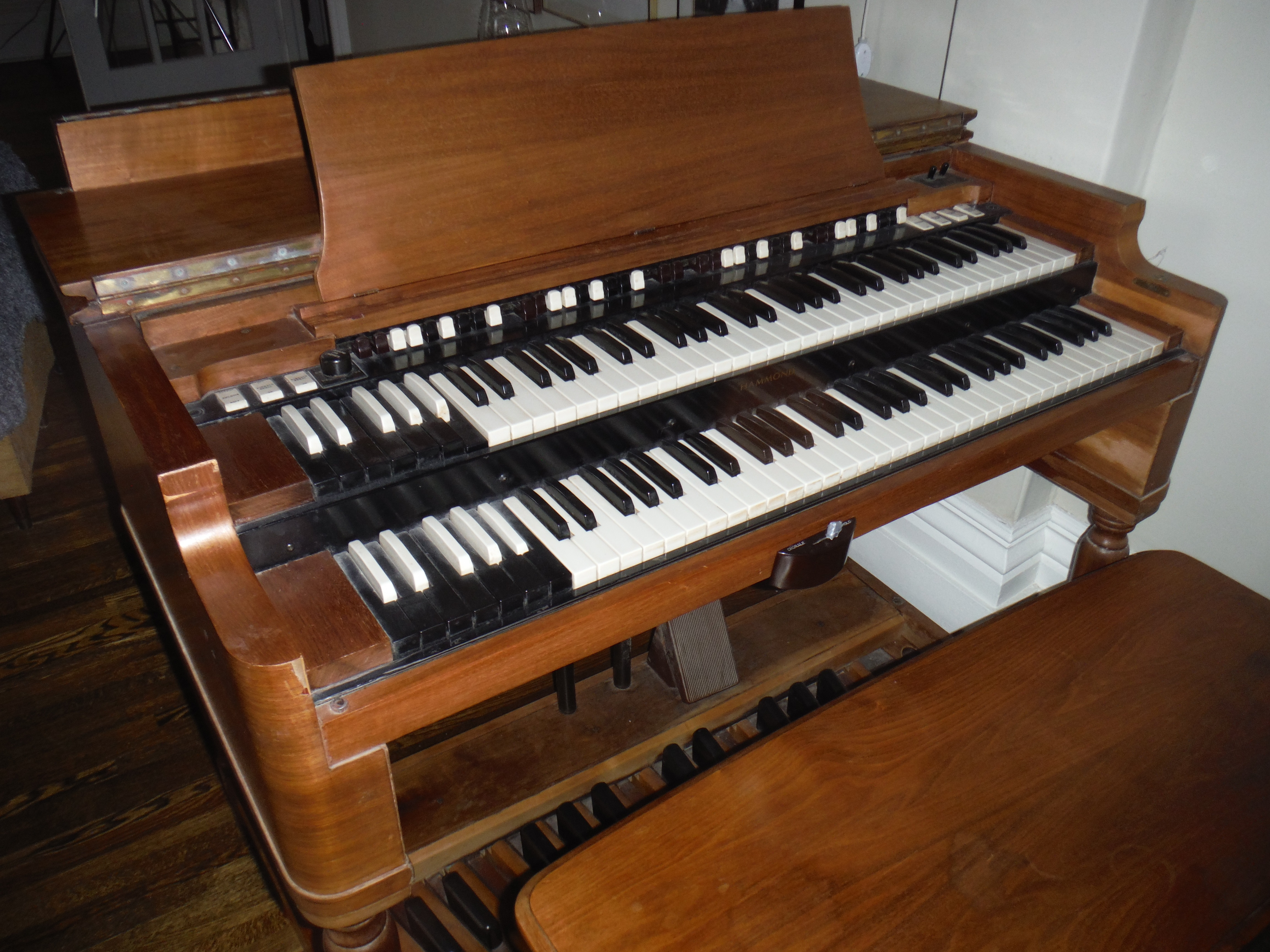
Hammond B3

Hammondorgeln har två klaviaturer (manualer) med 44 eller 61 tangenter och 12, 13, 25 eller 32 pedaler. Tonerna bildas som inducerade elektriska spänningar i spolar, i anslutning till roterande tonhjul, liknande kugghjul. På en gemensam axel sitter tonhjul med olika antal tänder och roterar framför varsin pickup, varvid spänningar bildas vars frekvens beror av antalet tänder och rotationshastigheten hos tonhjulet. De inducerade spänningarna förstärks sedan elektroniskt. De mest kända hammondorglarna, som till exempel Hammond B3, har 96 tonhjul varav 5 balanshjul som används för att balansera ut de mekaniska vibrationerna. Följaktligen genereras 91 olika samtidiga frekvenser som används för att generera samtliga toner i orgeln. Varje tangent använder en kombination av nio av dessa frekvenser, vilka sedan blandas till det slutliga ljudet.

## Historia
Hammondorgeln patenterades av Laurens Hammond 1934 (visades upp april 1935) och innebar att de elektromekaniska musikinstrumenten började användas i stor skala. Den för Hammondorgeln karaktäristiska tonhjulstekniken uppfanns dock redan under 1830-talet men fick sin funktion i en orgel genom Hammonds adaption av synkronmotorn. Hammondorgeln tillverkades av The Hammond Organ Company i Chicago och var från början avsedd att vara ett billigt alternativ till den traditionella piporgeln i kyrkorna. Den kom därigenom att användas mycket inom gospelmusiken och blev senare ett standardinstrument för jazz och blues under 1950-, 60- och 70-talen. 
Dessa orglar används ofta fortfarande även om de sista tonhjulsorglarna lämnade Hammondfabriken under mitten av 1970-talet. Sedan tillverkningen av ursprungsorglarna upphörde har många konstruktioner gjorts för att åstadkomma "hammondljudet" på elektronisk väg. Resultaten har varierat och ofta varit föremål för diskussioner.

## Leslie
Till det speciella ljud som förknippas med Hammondorgeln bidrar också den så kallade Lesliehögtalaren. Det är en fristående mekanisk konstruktion där ett roterande hjul med en ljudkanal är placerat framför en fast högtalare, och diskanten återges genom en fast diskanthögtalare med ett roterande hornelement. Det ursprungliga Leslie-kabinettet har också en rörförstärkare som kan överstyras och ge en påtaglig men avrundad distorsion. 
I moderna kopior av Hammondorgeln samt i synthesizers försöker man ofta återskapa Leslie-effekten digitalt.

## Kända hammondorganister
| - Chester Thompson (Tower Of Power, Santana mfl) - Joey DeFrancesco - Lonnie Smith - T W Ardy - Richard Wright (Pink Floyd) - Gregg Allman (Allman Brothers Band) - Brian Auger - Tony Banks (Genesis) - Jack McDuff - Keith Emerson (Emerson, Lake & Palmer) - Steve Winwood - Bo Hansson (Hansson & Karlsson) - Merit Hemmingson - Ken Hensley (Uriah Heep) - Ralf Hütter (Organisation) - Bradley Joseph - Patrik Kolar - Jon Lord (Deep Purple) - Max Lorentz - Ray Manzarek (The Doors) - Kjell Öhman - Hasse Olsson (Raj Montana Band, Ulf Lundell, Grymlings, Mats Ronander) - Jimmy Smith | - Pierre Swärd - Rick Wakeman (Yes) - Nils Tibor - Nils Dacke - Klaus Wunderlich - Franz Lambert - Stef Meeder - Lenny Dee - Willard Ringstrand - Ken Griffin - Larry Young - Billy Preston - Al Kooper - S-G Svenne Jansson - Stry Terrarie (Ebba Grön, Imperiet) - Dan Tibell (Jerusalem) - John Mayall - Berndt Egerbladh - Jimmy McGriff - Don Airey (Ozzy Osbourne, Rainbow, Deep Purple) - Rick van der Linden (Ekseption) - Dan Helgesen |